# 22909 Ґонґмюнґлі
22909 Ґонґмюнґлі (22909 Gongmyunglee) — астероїд головного поясу, відкритий 4 жовтня 1999 року.
Тіссеранів параметр щодо Юпітера — 3,395.